# Stenares (Stenares) hyaena
Stenares (Stenares) hyaena là một loài côn trùng trong họ Myrmeleontidae thuộc bộ Neuroptera. Loài này được Dalman miêu tả năm 1823.